# 백조씽크
백조씽크는 대한민국의 스테인리스 씽크볼 생산업체이다. 본사는 서울특별시 동대문구 청계천로 463 백조빌딩에 위치해 있다.

## 연혁
- 2019년: 청년친화강소기업 선정
- 2018년: Quiet브랜드 상표등록, Quite983 굿디자인어워드, Quiet983, LW1000 핀업디자인어워드 수상
- 2017년: VS950씽크볼, 원터치 후크 배수구 2017 핀업 디자인 어워드 수상
- 2016년: 제18회 대한민국디자인대상 산업통상자원부장관 표창 (디자인경영 부문) / 국세 성실납부 우수업체 표창 (국세청장)
- 2015년: 제2회 대학생디자인공모전 주최 (한국철강협회 공동주최)
- 2014년: 500만불 수출의 탑 박근혜 대통령상 수상 (주최 : 한국무역협회)
- 2013년: 수출유망중소기업 인증
- 2011년: EDSH880 굿디자인 선정 (Good Design Awards EDSH 880)
- 2009년: 기술혁신형 중소기업 선정 (중소기업청)/경영혁신형 중소기업 선정
- 2007년: 신기술인증서 취득 (과학기술부장관)
- 2006년: CDS840 신기술 으뜸상 대상 수상 (주최: 한국표준협회) NET 신기술 개발
- 2004년: 제품 실용신안 등록 다수, 의장등록 다수 (특허청)/해외시장 CONI / LUSKI 상표출원
- 2002년: ISO 14001 인증 획득, 유망중소기업 선정(신용보증기금)
- 2002년: ㈜백조씽크로 법인명 변경
- 2001년: ISO9001 인증 획득
- 1999년: 단체표준표시 인증 획득
- 1998년: 주식회사 고니인터내셔날 설립 (해외시장 수출 & 마케팅)
- 1976년: 동유물산 주식회사로 상호변경 (씽크전문업체)
- 1973년: 백조표씽크 상표등록
- 1972년: 동성압출공업사 상호변경, 씽크볼 제조 판매개시
- 1964년: 삼화금속공업 주식회사 설립(비철금속)